# Stephin Merritt
Stephin Merritt (ur. 17 stycznia 1966 r. w Kanadzie) – amerykański piosenkarz i autor tekstów do utworów. Najbardziej znany jako wokalista indiepopowej grupy The Magnetic Fields oraz posiadacz charakterystycznego, basowego głosu.
Pochodzi z Nowego Jorku, obecnie rezyduje w Los Angeles. Przez pewien okres mieszkał także w Bostonie, a przed wyjazdem do tego miasta studiował na New York University. Jego matka jest amatorską autorką tekstów piosenek, ojciec, Scott Fagan, również obraca się w przemyśle muzycznym. Merritt posiada chihuahuę, imieniem Irving, nazwaną na cześć kompozytora Irvinga Berlina. Jest gejem oraz buddystą.

## Dyskografia solowa
- Eban and Charley (Merge Records, 2002)
- Pieces of April O.S.T. (Nonesuch Records, 2003)
- Showtunes (Nonesuch Records, 2006)